# Transavia France
Transavia France (dříve transavia.com France) je francouzská nízkonákladová aerolinie vlastněná společnostmi Air France (z 60 %) a nizozemskou Transavií (40 %), obě spadají pod alianci Air France-KLM. Sídlí ve městě Paray-Vieille-Poste a má letecké základny na letišti Paříž–Orly, letišti Lyon–Saint Exupéry a letišti Nantes. Společnost vznikla v roce 2006 a operovat začala o rok později.
K prosinci 2017 provozovala společnost 29 letadel typu Boeing 737-800.